# 刘国平
刘国平（1909年1月—1997年9月5日），男，直隶（今河北）献县人，中华人民共和国政治人物，曾任广西壮族自治区政协副主席。